# Rothorn (Bludenz)
Rothorn är en bergstopp i Österrike.   Den ligger i distriktet Bludenz och förbundslandet Vorarlberg, i den västra delen av landet, 500 km väster om huvudstaden Wien. Toppen på Rothorn är 2 481 meter över havet, eller 119 meter över den omgivande terrängen. Bredden vid basen är 0,63 km.
Terrängen runt Rothorn är bergig västerut, men österut är den kuperad. Närmaste större samhälle är Bludenz, 12,2 km väster om Rothorn. 
Trakten runt Rothorn består i huvudsak av gräsmarker. Runt Rothorn är det ganska glesbefolkat, med 47 invånare per kvadratkilometer.